# Christopher Dibon
Christopher Dibon (* 2. November 1990 in Schwechat) ist ein ehemaliger österreichischer Fußballspieler. Zuletzt stand er beim SK Rapid Wien unter Vertrag.

## Karriere

### Verein
Dibon durchlief ab 1998 die Jugendabteilung der SV Schwechat, bevor er im Sommer 2002 durch FC Admira Wacker Mödling für das Leistungszentrum Südstadt verpflichtet wurde. Im Herbst 2007 avancierte er zum Stammspieler der ersten Mannschaft des Trägervereins und erzielte trotz seiner Position als Innenverteidiger in 15 Spielen zwei Tore.
Im Frühjahr 2008 wechselte der Innenverteidiger im Rahmen der Kooperation mit dem ASK Schwadorf in die Erste Liga (zweithöchste Spielklasse). Nachdem er sich beim ASK Schwadorf einen Stammplatz erspielen konnte, kehrte er nach 12 Einsätzen und dem Ende der Leihfrist wieder zum FC Admira Wacker Mödling zurück. Dort bestritt Dibon zwischen 2008 und 2012 insgesamt 123 Einsätze, davon 11 im ÖFB-Cup.
In der Saison 2010/11 schaffte er mit der Admira den Aufstieg in die österreichische Bundesliga. Auch in der höchsten Spielklasse war er Kapitän und Abwehrchef der Mannschaft. Auf Grund eines Wadenbeinbruchs musste er die Saison im Februar 2012 vorzeitig beenden.
Mit Ende der Saison 2011/12 wechselt der Innenverteidiger ablösefrei zum FC Red Bull Salzburg, wo er einen langfristigen Vertrag unterschrieb. Nach nur sieben Einsätzen bei den Bullen wechselte er im Sommer 2013 leihweise zum österreichischen Rekordmeister SK Rapid Wien.
In der Saison 2013/14 kam er auf 28 nationale Einsätze in der Meisterschaft und im ÖFB-Cup sowie 9 internationale Einsätze in der Europa League. Zum Ende der Leihe, wechselte der Verteidiger ablösefrei zum SK Rapid Wien und unterschrieb einen Vertrag bis Ende der Saison 2016/17, den er im Mai 2016 bis Sommer 2020 verlängerte. Zwischen 2020 und 2023 kam der Verteidiger verletzungsbedingt kaum mehr zum Einsatz (sieben Einsätze in drei Saisonen). Den Wienern blieb er dennoch erhalten und rückte zur Saison 2023/24 als Führungsspieler in den Kader der Amateure. Für Rapid II machte er 22 Regionalligaspiele und stieg mit dem Team als Meister wieder in die 2. Liga auf. Nach der Saison 2023/24 beendet er seine Karriere.

### Nationalmannschaft
Der Verteidiger debütierte in der österreichischen U18-Fußballnationalmannschaft der Junioren am 24. Oktober 2007 gegen die U18-Auswahl von Dänemark. Es folgten 5 Einsätze und 2 Tore in der österreichischen U19-Fußballnationalmannschaft der Junioren.
Am 11. Februar 2009 hatte er seinen ersten von insgesamt 20 Einsätzen in der U21-Auswahl Österreichs. Er war Stammspieler und Kapitän.
Am 3. Juni 2011 wurde Christopher Dibon vom damaligen Teamchef Dietmar Constantini erstmals in den Kader der österreichischen A-Nationalmannschaft einberufen. Bei seinem Debüt im Freundschaftsspiel gegen Lettland am 7. Juni 2011 erzielte er per Kopf den Ausgleichstreffer zum 1:1. Das Spiel endete 3:1 für Österreich. Dies war bisher auch sein einziges Länderspiel.

## Erfolge

### Im Verein
- 1× Meister Erste Liga: 2011
- Österreichischer U-17-Fußballmeister mit dem Leistungszentrum Südstadt der Saison 2006/07
- Europa-League-Gruppensieger 2015 (Stand: 15. Dezember 2015)

### Als Spieler
- 1× Young Star des Jahres 2011 – Erste Liga[6]
- Wahl zum „Young Star des Monats“ der österreichischen Bundesliga im November 2008[7]
- Wahl zum „Young Star des Monats“ der österreichischen Bundesliga im Oktober 2009[8]
- Wahl zum „Young Star des Monats“ der österreichischen Bundesliga im Mai 2011[6]